# Bataille d'Innsbrück
Rébellion du Tyrol
Batailles
- Axams
- Sterzing
- Innsbrück
- Kufstein
- Volano
- Lofer
- Waidring
- Wörgl
- Strass im Zillertal
- 1re Bergisel
- 2e Bergisel
- Franzensfeste
- Pontlatzer Brücke
- 3e Bergisel
- Unken
- Lueg
- Hallein
- Melleck
- 4e Bergisel
- Pustertal
- Meran
- Sankt Leonhard in Passeier

La bataille d'Innsbrück se déroula lors de la rébellion tyrolienne de 1809.

## Prise d'Innsbrück
En mars 1809 la petite ville d'Axams, s'était révoltée contre la conscription bavaroise et était parvenue à faire reculer les soldats sans effusion de sang. Aussi le 10 avril 1809, le commissaire Lodron, informé de l'arrivée en renfort d'une colonne, ordonne l'envoi d'un peloton de soldats à Axams afin de réprimer la révolte. Les Bavarois exigent l'arrestation des meneurs et soumettent la ville à l'amende. Mais les habitants, informés de l'entrée imminente des troupes autrichiennes dans le Tyrol, prennent les armes et menés par l'aubergiste Georg Bucher mettent les soldats en fuite.
L'insurrection s'étend, des milliers de paysans prennent les armes et marchent sur Innsbrück. Lodron donne des ordres pour maintenir le calme dans la ville mais à Zirl, deux compagnies sont vaincues par 600 paysans avec perte de 70 hommes, plusieurs postes militaires situés autour de la ville sont attaqués et désarmés. Le soir du 11 avril, Innsbrück est complètement encerclée.
Le 12 avril, à l'aube, les paysans lancent l'assaut. Trop inférieurs en nombre, les Bavarois reculent, le général Kinkel envoie alors le maire et le conseil municipal négocier avec les insurgés. Mais cette mesure est prise trop tardivement, les Tyroliens s'emparent d'un pont sur l'Inn et toute la ville tombe ainsi en leur pouvoir. Les Bavarois se rendent, plusieurs sont exécutés sommairement (2 500 morts selon le maréchal Berthier, mais ce nombre est vraisemblablement grandement exagéré) la plupart des prisonniers sont cependant bien traités. Kinkel et ses officiers d'état-major tentent de se cacher, mais ils sont découverts et capturés, de même que le commissaire Lodron, dont la demeure est mise à sac. Un officier cependant, le colonel Difurth, refuse de se rendre et est tué à la suite de multiples blessures. Seulement 400 soldats bavarois parviennent à s'enfuir. À 10 heures, les combats sont terminés.
Dans les heures qui suivent le désordre règne à Innsbrück, vers midi Martin Teimer von Wildau se présente dans la ville, il se fait reconnaître comme représentant de l'empereur d'Autriche et tente d'organiser les insurgés. Les prisonniers bavarois sont enfermés à Zirl ou Hall.

## Capitulation du général Bisson
Le lendemain, 13 avril le général Bisson, à la tête de 2 500 soldats français et 1 300 soldats bavarois, arrive en vue d'Innsbrück. Mais ses soldats sont épuisés, pendant tout le trajet dans les montagnes ils ont été harcelés par les miliciens tyroliens qui les fusillaient depuis les hauteurs ou provoquaient des éboulements ou des avalanches. Martin Teimer se présente alors devant le général Bisson et le somme de se rendre. Comprenant que ses troupes sont encerclées, le général français se résout à signer un acte de capitulation.